# Кибер (фильм)
«Ки́бер» (англ. Cyber, в оригинале — англ. Blackhat) — американский художественный фильм 2015 года, драматический шпионский детектив с элементами триллера.
Премьера фильма в США состоялась 16 января 2015, в России — 29 января.
Слоган фильма: «Следующим Пёрл-Харбором, который ждёт человечество, вполне может быть кибератака».

## Сюжет
Выпущенный преступник и его американские и китайские партнёры охотятся на высокотехнологичную преступную киберсеть от Чикаго и Лос-Анджелеса до Гонконга и Джакарты.

## В ролях
- Крис Хемсворт — Николас Хатэуэй, осуждённый компьютерный гений
- Ван Лихун — капитан Чен Давэй
- Виола Дэвис — агент ФБР Кэрол Барретт
- Ричи Костер — Элаис Каззар
- Холт Маккеллани — федеральный маршал США Джессап
- Йорик ван Вагенинген — Садак
- Тан Вэй — Чен Лянь, сестра Чена
- Энди Он — полицейский инспектор Гонконга Алекс Транг
- Менни Монтана[англ.] — Лозано
- Уильям Мейпотер — Рич Донахью, оперативник агентства национальной безопасности
- Арчи Као — Шум
- Эдди Чун — Чоу
- Адриан Пэнг — Кит Йен
- Джейсон Батлер Гарнер — Фрэнк
- Джон Ортис — Генри Поллак
- Александер фон Роон — ведущий новостей
- Лиэнн Ли — сотрудник службы экстренной помощи

## Съёмки
Съёмки фильма с рабочим названием «Кибер» начались 25 сентября 2013 года. Через год, 26 июля 2014 года, на фестивале San Diego Comic-Con был представлен трейлер и оглашено новое название — «Blackhat».
Съёмки проходили на двух континентах: Северной Америке (США — Лос-Анджелес и Нью-Йорк) и Азии (Китай — Гонконг, Малайзия — Куала-Лумпур, Индонезия -Джакарта).

## Критика
Фильм получил смешанные отзывы кинокритиков. На сайте Rotten Tomatoes фильм имеет рейтинг 33 % на основе 180 рецензий со средним баллом 4,8 из 10. На сайте Metacritic фильм имеет оценку 51 из 100 на основе 37 рецензий критиков, что соответствует статусу «смешанные или средние отзывы». На сайте CinemaScore зрители дали фильму оценку C-, по шкале от A+ до F.
Для многих критиков важной проблемой фильма является роль хакера в лице Криса Хемсворта. Кристи Лемир из Chicago Sun-Times в своём обзоре заявила: «Любой, сидя перед экраном компьютера весь день, не будет выглядеть таким же грубым, как Хемсворт». Тем не менее Манола Даргис из газеты The New York Times дала фильму положительный отзыв, назвав его «захватывающей работой режиссёра».
В 2023 году режиссёр Майкл Манн в интервью взял на себя ответственность за провал фильма и заявил, что к началу съёмок сценарий не был полностью готов.